# مطبعة إسبريسو
ماكينة الطباعة إسبريسو(EBM) هي ماكينة الطباعة عند الطلب التي تطبع، وتجمع، وتغلف، بضغطة واحدة واحدة الكتاب في دقائق معدودة. الآلة هي من اختراع شركة الطباعة حسب الطلب
إدراك و تمييز اللغة الإنجليزية
إنها تستهدف سوق المكتبات ومخازن الكتب ، EBM لا تحتاج إلى ضبط المصنع و كونها صغيرة بما يكفي لتناسب وضعها في متجر بيع بالتجزئة أو غرفة مكتبة صغيرة. وEBM يمكن أن تسمح للزبون بالبحث للحصول على أي عنوان الكتاب المطلوب، حتى لوكان الكتاب قد نفذ من الأسواق خارج الطباعة. ترسل برمجيات EBM ملف نسق المستندات المنقولة إلى آلة الكتاب، الذي يطبع، يربط، ويحزم الكتاب ويحدد اختيار القارئ باعتباره الكتاب ذى غلاف عادي 

## التاريخ
جيسون إيبشتين, رئيس تحرير مخضرم، من نوعية الكتاب مثل نورمان ميلير , فيليب روث وجورا فيدال, ألقى عدة محاضرات عام 1999 التي تناول فيها خبراته في الطباعة . و ذكر إيبشتين في خطبة له أنه في المستقبل سيكون بإمكان المرء، أو الزبون أن يطلب طباعة، كتابا نفذت طبعاته، ويحصل عليه في الحال، وأنه إذا ما أبتكرت تلك الماكينة، فسوف توضع داخل المتاجر. وفي هذا الوقت، فإن جيف مارش , مهندس، و مبتكر في سانت لويس قام فعلا بتصميم وبناء نموذج أولى من تلك الآلة, (طابعة الكتب) التي بوسعها تصوير نسخة من الكتاب، ثم طبعه، ثم تجليده. وأوضح صديق لمارش في إحدى محاضراته، و أخبر إيبشتين رئيس التحرير مع دان نيلر الرئيس السابق والمدير العام لدين و ديلوقا، أعلمهم بابتكار مارش المرخص و تم تأسيس أون ديماند بوكس.

## نبذة

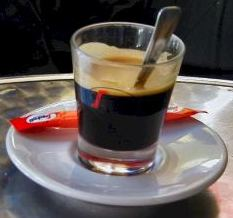
ماكينة «أسبريسو» لطباعة الكتب، أُطلقت في محلات «بلاكويل» في لندن في 24 أبريل 2009

إسبريسو ماكينة تشبه الطابعة التي تستعمل في المكاتب، ، وهي اختراع لماكينة تطبع الكتاب في أقل من 5 دقائق، وأطلقت لأول مرة في لندن أمس،24 أبريل 2009 وتعتبر نقلة نوعية في عالم الطباعة منذ اختراع غوتنبورغ للطابعة الورقية منذ 500 عام. فاليوم يمكننا أن نتوجه إلى محلات «بلاكويل» في شارع «تشارينغ كروس» في لندن، لتطبع الكتاب الذي تريده قديما أم جديدا بغلافه الأصلي في دقائق معدودة، وستقول وداعا لسماع عبارة «آسف يا سيدي، الكتاب غير متوفر في المحل».
وتقول غاريث هاردي مدير المبيعات في محلات «بلاكويل» الرائدة في مجال بيع الكتب في بريطانيا، قال إن الماكينة ستشكل قنبلة في عالم الكتابة والطباعة، فهي تقدم فرصة طباعة الكتب الخاصة للكتاب الصاعدين الذين لا تتوفر لديهم القدرة المالية على طباعة قصصهم ورواياتهم في المطابع الكبرى، فيكفي أن تدخل المعلومات المخزنة على أسطوانة أو على شريحة ذاكرة أو بواسطة أي طريقة أخرى للحفظ، داخل الماكينة الموجودة في أحد فروع محلات «بلاكويل»، وفي غضون دقيقتين تقرأ الماكينة المعلومات المدونة على الجهاز الحافظ (في حال كان الملف خاصا)، أو يتم تحديد اسم الكتاب الذي تريد طباعته، وترسل المادة إلى الأوراق المخزنة داخل الماكينة (بحجم ورق «إيه 4»)، وبعدها يتولى القسم الآخر من الماكينة مهمة تقطيع الورق إلى حجم الكتاب الأصلي ووضع الصمغ عليه وتغليفه، ليخرج الكتاب جاهزا بعد دقيقتين من فتحة على شكل فتحة إدخال البريد التي توجد على الأبواب. ويقول هاردي إن الماكينة مهمة جدا لأنها تخول الشخص طباعة الكتب غير المتوفرة في محلات البيع، أو الكتب القديمة غير المتوفرة في الأسواق، والتي لم تحظَ بفرصة الطباعة مجددا.

## أون ديماند بوكس
الماكينة من تصميم شركة «أون ديماند بوكس On Demand Books» الأميركية، وينشر موقع الشركة الإلكتروني الأماكن التي تتوفر فيها الماكينة حاليا، من بينها أميركا وكندا وأستراليا و مكتبة الإسكندرية.
و تقول مروى العناني المسؤولة التنفيذية عن الخدمات المرجعية في مكتبة الإسكندرية قالت بأن الماكينة وصلت إلى المكتبة نهاية الصيف الماضي، وهي موضوعة في غرفة خاصة قريبة من قاعة القراءة، ولكن لم يتم تشغيلها بعدُ على أمل الانتهاء من حل جميع القضايا العالقة، من بينها قضية المحافظة على حقوق النشر والطباعة، ومن المنتظر أن توضع ماكينة «اسبريسو بوك ماشين» في شهر مايو (أيار) أو يونيو (حزيران) القادمين في الخدمة. وأضافت عناني بأن الماكينة هي فعلا اختراع لا مثيل له منذ اختراع غوتنبورغ، والطلب كبير والاستفسار عنها لا يوصف، فهناك نسبة كبيرة من المهتمين الذين يأتون إلى المكتبة بدافع رؤية الماكينة وطرح الأسئلة والاستفسار عن موعد بدء تشغيلها، فهي من شأنها أن تحل العديد من المشكلات، من بينها الحصول على الكتب غير المتوفرة على الرفوف أو تلك التي تعتبر نادرة الوجود نسبة إلى قِدمها وقيمتها.

## المميزات
وعن مميزات الماكينة يقول غاريث هاردي إن شركة «أون ديماند بوكس» عملت على حل القضايا القانونية، فإمكانية الماكينة على الطباعة تقتصر على قسم طباعة الكتب المتوفرة والجديدة والمبرمجة فيها أو في محل بيع الكتب، والقسم الآخر يقتصر على تأمين طباعة الكتب القديمة، على سبيل المثال، إمكانية طباعة واحد من أقدم الكتب التي أنتجتها محلات «بلاكويل» العريقة عام 1915 بعنوان «أكسفورد بويتري»، فتتضمن الماكينة 4 آلاف عنوان كتاب، من بينها 2000 كتاب غير متوفرين في المحلات، وتستطيع الماكينة طباعة 300 صفحة في نحو 4 دقائق، والكلفة بحسب الكتاب، فيجدر بالمستخدم دفع مبلغ 10 جنيهات إسترلينية لاستعمال الماكينة، ومن ثم يدفع نحو 10 بنسات للصفحة الواحدة. ويتابع هاردي بأن الإقبال على هذه الماكينة كبير جدا، وكلفة الماكينة تبلغ 175 ألف دولار.
وقد شهد الجمهور والصحافة طباعة كتب خاصة حققت حلم كتابها في أقل من 5 دقائق، وكانت النتيجة تفوق الخيال، كما جاء بعضهم لطباعة بعض الكتب الشهيرة التي يصعب إيجادها في جميع الأوقات في المكتبات والمحلات.

## مكتبة الأسكندرية
ويقول هاردي إنه سيكون هناك الكثير من التعامل مع مكتبة الإسكندرية بعد تشغيلها للماكينة، فهذه فرصة لتبادل الثقافات وتوفير فرصة الحصول على أكثر الكتب ندرة في العالم. وعن مسألة الحفاظ والتعامل مع القضايا القانونية وحقوق النشر والطباعة، يضيف هاردي: «معظم الناشرين والكتاب متعاونون معنا، فهذه فرصة حقيقية لنشر أعمالهم وتسويقها بأسرع وقت ممكن».
ويقول أندرو هاتشينغز الرئيس التنفيذي لـ«بلاكويل»، إن الماكينة بمثابة مشروع ثقافي ضخم، وستساعد الكثير من محلات بيع الكتب الصغيرة على توسيع دائرة أعمالها ومنافسة كبريات شركات بيع الكتب، مثل موقع «أمازون» الأهم في هذا المجال، ويضيف: «تخيل نفسك تدخل إلى محل لبيع الكتب وتتوفر أمامك فرصة طباعة أكثر من مليون عنوان كتاب».
وعن الشريحة الاجتماعية المهتمة بالماكينة يقول غاريث هاردي إن الاهتمام جاء من تلاميذ الجامعات والباحثين والشباب والمسنين والكتاب، ومن المنتظر بأن ينخفض سعر طباعة الكتاب في غضون الأشهر القليلة المقبلة بعد أن تثبت الماكينة قدرتها وتظهر بأنها اختراع العام ، ومن المؤمل بأن تتوفر الماكينة في فروع «بلاكويل» الستين في بريطانيا.

## مبتكر الماكينة
يشار إلى أن الشاب الأميركي جايسون إبستاين يقف وراء هذا الاختراع، وكان نجم معرض الكتاب الذي شهدته لندن هذا الأسبوع، وقام بطباعة كتاب أمام الحاضرين من خلال الضغط على مفتاح كتب عليه «اطبع كتابا»، وبعد دقائق خرج الكتاب أمام أعين الجميع ولا يزال ساخنا ورائحة الحبر تعبق منه. ويشبه البعض في بريطانيا «الاسبريسو» بماكينة «الآي تي إم» لسحب الأموال، ولكن عوضا عن إعطائك المال تعطيك كتابا لا تقدر قيمته بثمن.

### مصر
توضع إصدارات بيتا من EBM في مكتبة الإسكندرية.

### الولايات المتحدة
توضع إصدارات بيتا من EBM في دار المعلومات للبنك الدولي في واشنطن، DC  وتوضع EBMs إضافية متاحة للجمهور في خريف عام 2007 في المكتبة العامة نيو أورليانز ، وعربة النقل وغرفة صغيرة لبيع الكتب في جونز بيرى فيرمونت ، مكتبة نورث شاير في مانشستر، فيرمونت وتحالف المحتوى المفتوح في سان فرانسيسكو. وتشمل أماكن أخرى في جامعة ميسوري ، و مخزن كتب جامعة هارفارد ، وجامعة بيتسبرغ ومكتبة جامعة واشنطن في سياتل، كتب المركز الثالث في سياتل، جامعة ميتشيغان شابيرو المكتبة الجامعية، و مخزن كتب جامعة أريزونا، ومكتبة جامعة بريغهام يونغ ومكتبة المجتمع ميلمان غريس(جزء من Riverside County Library System, مقاطعة ريفرسايد، كاليفورنيا). وسائل الإعلام [ميزوو] في جامعة ميسوري تعمل اسبرسو آلة كتاب النسخة 2.0. كان هناك نموذج الامتياز من آلة كتاب اسبرسو 2.2 تقع داخل مكتبة دارين في دارين بولاية كونيتيكت، التي تم إزالتها في أغسطس 2012.

### Canada
An EBM has been installed at the جامعة ألبرتا, Titles جامعة ماكماستر Bookstore, جامعة واترلو Bookstore
McGill University Library and the
جامعة تورنتو Bookstore.
جامعة سايمون فريزر Bookstore.

### Australia
In September 2008, was installed at Angus & Robertson in Melbourne, Australia by the Central Book Services / DA Group.
However, its success was short-lived and the machine was removed in late 2009.
A newer version of the Espresso Book Machine (2.0) has now been installed at the University of Melbourne.

### UK
In September 2008, the first Espresso Book Machine was installed in the UK. Newsstand, a London based company, uses the machinery to print single copy book runs for publishers and authors.
In April 2009, an Espresso Book Machine was installed with great fanfare in the Charing Cross Road branch of Blackwell's book store in London. Blackwell's also announced that they plan to install the machine across their 60 UK stores.

### Netherlands
In November 2010 the American Book Center in Amsterdam installed the first ever Espresso Book Machine in the Netherlands and continental Europe. A second machine was installed in The American Book Center in The Hague in March 2011.

### Japan
There is an Espresso Book Machine in the basement of Sanseido Publishing head office in Tokyo. Simple services are offered at this time. You cannot do full self publishing as is the case at some other EBM locations.

## الروابط الخارجية
- On Demand Books company website
- Prints & People: A Social History of Printed Pictures, an exhibition catalog from The Metropolitan Museum of Art (fully available online as PDF)
- Centre for the History of the Book
- Children of the Code – Online Video: The DNA of Science, The Alphabet and Printing
- McMaster University's Titles On Demand website